# ستيفن إم. كون
ستيفن إم. كون (بالإنجليزية: Stephen M. Kohn)‏ هو محامي أمريكي، ولد في 6 سبتمبر 1956.